# عيآل محمد (نهم)

تعديل مصدري - تعديل

عيآل محمد هي إحدى قرى عزلة مرهبة بمديرية نهم التابعة لمحافظة صنعاء، بلغ تعداد سكانها 1269 نسمة حسب تعداد اليمن لعام 2004.